# كأس جمهورية أيرلندا 2014
كأس جمهورية أيرلندا 2014 (بالإنجليزية: 2014 FAI Cup)‏ هو الموسم 91 من كأس جمهورية أيرلندا. أشرف على تنظيمه اتحاد أيرلندا لكرة القدم، وكان عدد الأندية المشاركة فيه 40، وفاز فيه باتريك أتلتيك.